# Zinkenkopf
Le Zinkenkopf est une montagne culminant à 1 336 mètres d'altitude dans le chaînon du Göllstock dans le massif des Alpes de Berchtesgaden, en Bavière, près de la frontière entre l'Allemagne et l'Autriche.

## Géographie

### Situation
Le Zinkenkopf est le sommet au nord du Roßfeld, une crête latérale de la crête nord du massif du Göll qui sépare la Salzach et la Berchtesgadener Ache.
Il se trouve dans le territoire de Berchtesgaden en Allemagne et son extrémité orientale dans celui du village de Dürrnberg sur la commune de Hallein, en Autriche.

### Géologie
La montagne se trouve au bord d'une zone géologique dans les Préalpes orientales septentrionales. Le sommet est de la formation d'Oberalm, un calcaire argileux du tournant du Jurassique et du Crétacé (environ 150–145 millions d'années), le flanc oriental est fait d'une marne sablonneuse de grès quartzeux riches en amphiboles. Ce sont des sédiments pélagiques, notamment à gauche et à droite de la Salzach, à la manière d'une motte.

## Équipement
Outre un domaine skiable, près du sommet se trouve également l'émetteur de Hallein-Zinkenkogel, qui, avec celui du Gaisberg, couvre le sud du district de Salzbourg-Umgebung et l'est du Berchtesgadener Land.